# Sudar na paralelama (1961.)
Sudar na paralelama, hrvatski dugometražni film iz 1961. godine.